# Msangeni
Msangeni ist ein Verwaltungsbezirk (Ward) des Distrikts Mwanga in der tansanischen Region Kilimandscharo.

## Geografie
Msangeni liegt im Nordosten von Tansania rund 40 Kilometer Luftlinie südöstlich der Regionshauptstadt Moshi. Der Bezirk liegt in einer Höhenlage zwischen 1100 und 1700 Metern im nordwestlichsten Teil des Pare-Gebirges. Er  grenzt im Norden an Kivisini, im Osten an Mwaniko und Kifula, im Süden an Kighare, im Südwesten an Shighatini, im Westen an Mwanga und im Nordwesten in einem Punkt an Kileo.
Bei der Volkszählung 2022 lebten 6661 Menschen in 1721 Haushalten auf einer Fläche von 42 Quadratkilometern.

## Gliederung
Der Bezirk besteht aus fünf Gemeinden (Mtaa) mit 19 Orten (Kitongoji):
| Msangeni - Msangeni - Sungo - Chunguli - Tongo - Ndemweni - Kaseni | Mruma - Ngorio - Toni - Rofu - Mwanzini | Simbomu - Simbomu - Mavanja | Mamba - Mamba Kati - Kikweni - Kifurikweni - Marundu | Mwai - Mwai - Kishengweni - Marughuni |

## Wirtschaft und Infrastruktur
- Gesundheit: Im Bezirk gibt es vier öffentliche Apotheken, je eine in Sungo,[8] Mruma,[9] Kikweni[10] und Mwai.[11]
- Bildung: Die drei weiterführenden Schulen Msangeni Secondary School,[12] Simbomu Secondary School[13] und Mruma Girls Secondary School[14] sind öffentliche Schulen.[15]